# Carol-Marc Lavrillier
Pour les articles homonymes, voir Lavrillier.
Carol-Marc Lavrillier (né le 23 janvier 1933 à Paris et mort le 6 février 2021 à Autun) est un photographe, galeriste et éditeur français, auteur de plusieurs livres sur la sculpture et le design, qui fut, dans les années 1980, le fondateur de la galerie Studio 666, à Paris.

## Biographie
Fils du graveur en médailles André Lavrillier (1885-1958), prix de Rome en 1914, et de la sculptrice roumaine Margaret Cossaceanu, élève de Bourdelle, Carol-Marc Lavrillier s'intéresse très tôt aux possibilités d'expression que lui offre la photographie. 
En 1950, à 17 ans, il obtient de Cléopâtre Bourdelle, l'autorisation de photographier l'atelier du sculpteur, resté en l'état depuis la mort de celui-ci. Il y réalise de nombreuses photographies, notamment d'œuvres du maître qui s'y trouvaient. Lorsqu'il les montre à la veuve de l'artiste, celle-ci lui dit « tu as fait œuvre sur œuvre ! ». 
Tout en travaillant professionnellement pour des revues - il collabora à la revue d'art L'Œil de 1960 à 1973 - et des maisons d'édition d'art, il commence, à partir de 1958, à constituer une œuvre personnelle axée sur la reproduction d'œuvres d'art dans le domaine de la sculpture et du design, en essayant d'analyser le désir de l'artiste et ce qu'il a voulu exprimer. Ce n'est pas l'objet en lui-même qui l'intéresse, mais ce qu'a fait l'artiste. Par ce regard personnel qu'il porte sur les œuvres qu'il photographie, Carol-Marc Lavrillier essaye de comprendre l'œuvre, et, à travers elle, le processus de la création artistique.
En 1978, il publie en Italie 50 designers, dal 1950 al 1975 qui rassemble ses photographies d'œuvres des plus grands designers contemporains.
Son travail le plus connu, réalisé en 1957-1958, porte sur La Porte de l'enfer de Rodin, que Carol-Marc Lavrillier, juché sur des échafaudages, a photographiée, pendant un an, dans les moindres détails, s'attachant à comprendre l'œuvre et les intentions du sculpteur. Ces photographies, conservées dans les collections du Musée national d'art moderne, ont fait l'objet de nombreuses expositions, et ont été rassemblées dans un livre, Rodin, « La Porte de l'enfer », publié en 1988 par les Éditions Pont Royal, à Lausanne.
En 1980, il ouvre une galerie consacré à la photographie contemporaine, le Studio 666, rue Maître-Albert, dans le 5e arrondissement de Paris, qui permit de faire découvrir le travail de nombreux photographes, parmi lesquels on peut citer John Coplans, Alain Fleischer ou Toni Catany et devient éditeur, en publiant des livres et catalogues des photographes qu'il expose. C'est ainsi qu'il publie en 1986, les  portraits d'artistes de Denise Colomb, qui était venue lui demander, timidement, si elle pouvait lui montrer ses photographies.
Retiré depuis une quinzaine d'années dans un petit village du département de la Nièvre, aux portes du Morvan, Carol-Marc Lavrillier se consacre maintenant à promouvoir son œuvre personnelle et à faire connaître les œuvres de son père et de sa mère.

## Livres et catalogues
- 1978 : 50 designers, dal 1950 al 1975, textes de Gillo Dorfles et Gianni Vianello, 235 pages, Görlich editore, Milan
- 1979 : Bourdelle et la critique de son temps, textes choisis et présentés par Michel Dufet ; photographies de Carol-Marc Lavrillier, publié par le Musée Bourdelle - réédition Éditions Paris-Musées, 223 pages, Paris, 1992  (ISBN 2-87900-055-6)
- 1984 : Trente ans de regards sur la sculpture de Rodin à Bourdelle, texte de Patrick Roegiers, catalogue d’exposition, Musée Réattu, Arles
- 1985 :  Contours-détours, texte de Patrick Roegiers, catalogue d’exposition, Musée des beaux-arts de Rennes
- 1986 : 6 années du 666. La galerie, texte de Jean-Claude Lemagny,  avec un entretien de Patrick  Roegiers avec Carol-Marc. Lavrillier, Éditions du Studio 666,  (ISBN 2-90638-701-0)
- 1988 : Rodin, « La Porte de l'enfer », textes de Yann Le Pichon, Lausanne, Éditions Pont Royal,  (ISBN 2-88260-005-4) ; diffusion Éditions Robert Laffont
- 1988 : Le Grenier de la mémoire, catalogue édité par Paris-Auduiovisuel pour la galerie Studio 666, à l'occasion de l'exposition de Carol-Marc Lavrillier Itinéraire 1958-1988 au Musée Bourdelle pour le Mois de la Photo.  (ISBN 2-90638-703-7)